# Bülach (gemeente)
Bülach is een gemeente en plaats in het Zwitserse kanton Zürich, en maakt deel uit van het district Bülach.
Bülach telt ca. 20.000 inwoners (2018).

## Geboren
- Louis Pfenninger (1944), wielrenner
- Sarah Meier (1984), kunstschaatsster
- Nicola Spirig (1982), triatlete
- Jeremy Seewer (1994), motorcrosser